# 深野一三

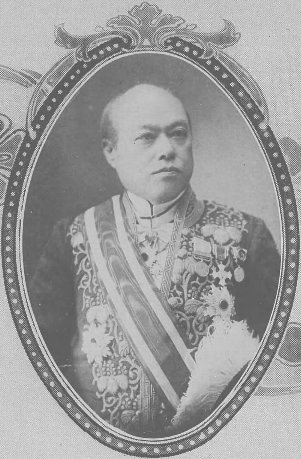
深野一三

深野 一三（ふかの いちぞう、1852年2月4日（嘉永5年1月15日）- 1918年（大正7年）6月23日）は、日本の内務官僚・政治家。県知事、貴族院議員、錦鶏間祗候。

## 経歴
熊本藩士・深野才次郎の長男として生まれる。1875年（明治8年）、熊本県立熊本中学校教員となり、さらに熊本区書記に就任。1877年（明治10年）、西南戦争において西郷隆盛に従い従軍。戦後に逮捕され服役した。
刑期を終えると同郷の人々の推薦で、鳥取県警部に就任。1884年（明治17年）5月、鳥取県警部長となり、以後、同県書記官、同県参事官、福島県書記官、第4回内国勧業博覧会委員長などを歴任。
1895年（明治28年）11月、香川県知事に就任。1896年（明治29年）4月、鳥取県知事に転じ、府県制・郡制を施行した。1897年（明治30年）11月に鳥取県知事を退任。北海道庁事務官に転じ内務部長兼殖民部長に就任。1898年（明治31年）11月、内務省地方局長に転じた。1899年（明治32年）4月、福岡県知事に発令された。福岡市に九州帝国大学誘致を推進した。
1902年（明治35年）10月、愛知県知事に転任。名古屋港築港に尽力し、1906年（明治39年）には県内の自治体数を従前の4割程度に削減する愛知県独自の町村大合併を断行した。1912年（大正元年）12月まで在任し退官。
1911年（明治44年）8月24日、貴族院勅選議員に任じられ、死去するまで在任。1913年（大正2年）1月10日、錦鶏間祗候を仰せ付けられた。

## 疑獄事件
愛知県知事時代の深野は、名古屋市の中心部にあるため長年移転が議論されていた旭廓（大須にあった遊廓）に関して、南区（現・港区）の稲永新田へ移転すべしという遊廓移転の県令を1912年（明治45年）7月に発した。しかしこれに関して、稲永新田の土地所有者である渡辺甚吉より同地を移転地に指定するよう請託を受け、その報酬として稲永新田の既存遊廓に隣接する土地7,500坪を渡辺より譲り受ける約束をしていた、として名古屋地方裁判所検察局に収賄の疑いで起訴された。譲り受ける約束をした土地はその当時（1912年2・3月頃）1坪7円30銭で、遊廓移転の県令発令の頃には14円80銭に高騰したが、深野はこれを1坪6円で譲り受ける約束であったという。公判は1913年（大正2年）11月に始まり、12月に懲役1年の判決が下った。だが1914年（大正3年）6月の控訴審では無罪判決となった。なお、深野が発した遊廓移転の県令は1914年（大正3年）6月に二代後の松井茂知事によって取り消され、旭廓は後に中村へと移転した。

## 栄典・授章・授賞
位階
- 1891年（明治24年）12月26日 - 従六位[4]
- 1901年（明治34年）1月1日 - 従四位[5]
- 1906年（明治39年）11月30日 - 正四位[6]
- 1911年（明治44年）12月20日 - 従三位[7]

勲章等
- 1896年（明治29年）12月25日 - 勲四等瑞宝章[8]
- 1901年（明治34年）6月27日 - 勲三等瑞宝章[9]
- 1906年（明治39年）4月1日 - 勲二等旭日重光章[10]・明治三十七八年従軍記章[11]